# Adolphe Retté

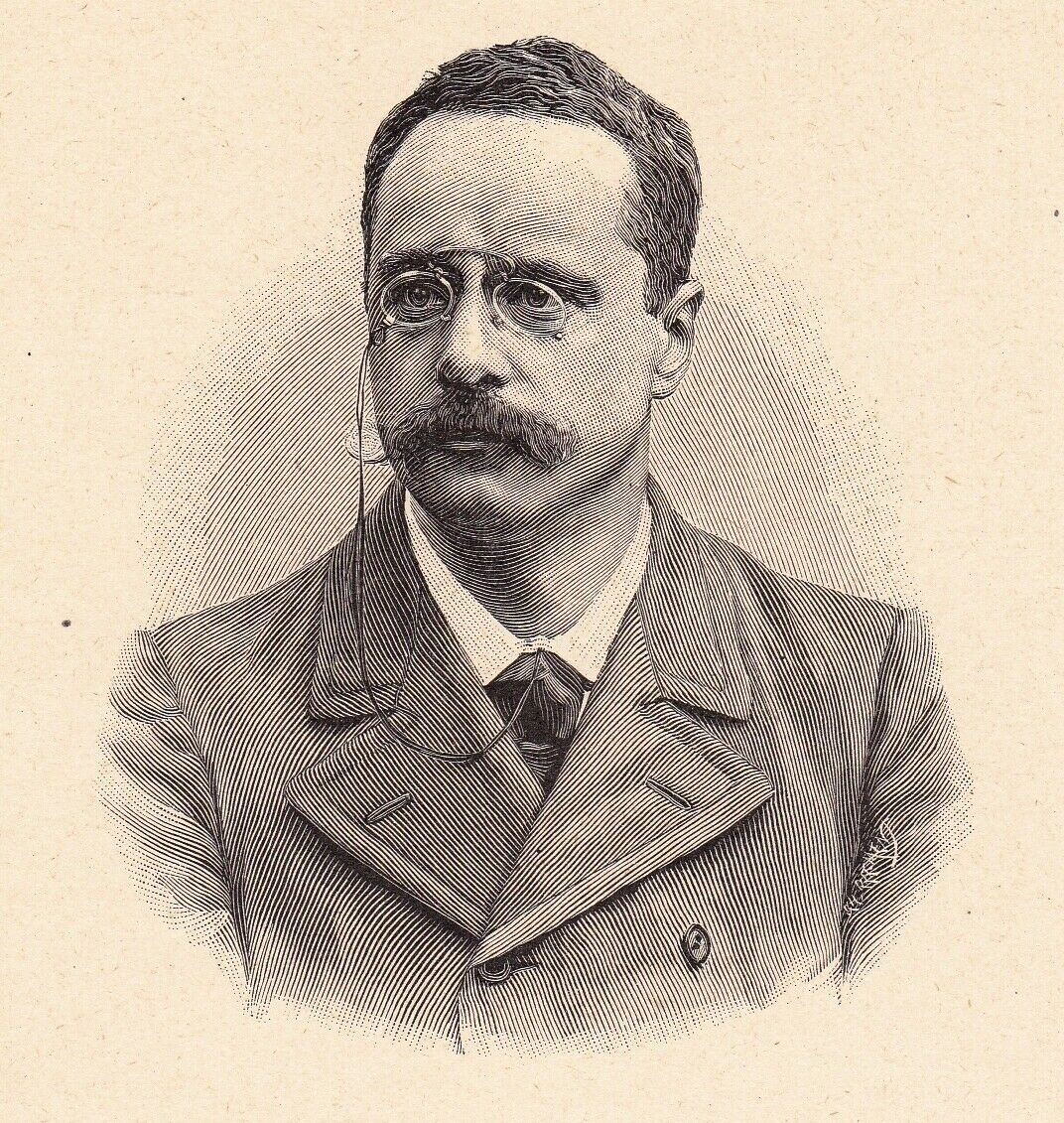
Adolphe Retté 1900–1910

Adolphe Retté (* 25. Juli 1863 in Paris; † 8. Dezember 1930 in Beaune) war ein französischer Schriftsteller.

## Leben
Adolphe Retté begann als Dichter des Symbolismus, war eine Zeit lang Anarchist, entdeckte die Natur, vor allem den Wald von Fontainebleau, und wurde etwa ab 1906 ein katholischer Autor, der Charles Maurras nahestand. Der autobiographische Bericht seiner Bekehrung „vom Teufel zu Gott“ auf der Basis einer Begabung zur Mystik wurde auch ins Deutsche übersetzt.

## Werke (Auswahl)

### Autobiographische Werke
- Le symbolisme. Anecdotes et souvenirs. A. Messein, Paris 1903. Slatkine, Genf 1983.
- Du Diable à Dieu. Histoire d’une conversion. A. Messein, Paris 1907. 1948. (Vorwort von François Coppée)
  - (deutsch) Vom Teufel zu Gott. Geschichte meiner Bekehrung. Fredebeul & Koenen, Essen-Ruhr 1909. (übersetzt von Bl. v. Voigts-Rhetz)
- Un séjour à Lourdes. Journal d’un pèlerinage à pied, impressions d’un brancardier. Messein, Paris 1909.
- Au pays des lys noirs. Souvenirs de jeunesse et d’âge mûr. P. Téqui, Paris 1913.
- La maison en ordre. Comment un révolutionnaire devint royaliste. Nouvelle librairie nationale, Paris 1923.
- En attendant la fin. A. Messein, Paris 1933. (Vorwort von Marius Boisson)

### Weitere Werke
- Cloches en la nuit. Vanier, Paris 1889.
- Thulé des brumes. Bibliothèque artistique et littéraire, 1891.
- Une belle dame passa. Vanier, Paris 1893.
- L’archipel en fleurs... Bibliothèque artistique et littéraire, 1895.
- Similitudes. Bibliothèque artistique et littéraire, 1895.
- La Forêt bruissante. Bibliothèque artistique et littéraire, 1896.
- Promenades subversives. Bibliothèque artistique et littéraire, 1896.
- Aspects. Bibliothèque artistique et littéraire, 1897.
- Campagne première. Bibliothèque artistique et littéraire, 1897.
- Oeuvres complètes. Bibliothèque artistique et littéraire, 1898. (Poésie. I, Cloches dans la nuit. Une belle dame passa. 1887–1892; Prose. I, Rapports sexuels. Passantes. Paradoxe sur l’amour. Trois dialogues nocturnes. Un assassin)
- XIII Idylles diaboliques. Bibliothèque artistique et littéraire, 1898.
- Arabesques. Bibliothèque artistique et littéraire, 1899.
- La seule nuit. Roman. Bibliothèque artistique et littéraire, 1899.
- Lumières tranquilles. La Plume, Paris 1901.
- Fontainebleau. La ville, le palais, la forêt. La Plume, Paris 1902.
- Mémoires de Diogène. E. Fasquelle, Paris 1903.
- Dans la forêt. Dans la forêt, le chasseur noir, la dryade, les enseignements de la forêt, poèmes sylvestres. Messein, Paris 1903.
  - Dans la forêt et autres textes. Hrsg. Norbert Gaulard. Éditions du Vampire actif, Lyon 2015.
- Contes de la forêt de Fontainebleau. Virgile puni par l’amour. Messein, Paris 1905.
- Poésies, 1897–1906. Campagne première. Lumières tranquilles. Poèmes de la forêt. Messein, Paris 1906.
- Le Règne de la bête. Messein, Paris 1908, 1924.
- Sous l’étoile du matin. Messein, Paris 1910.
- Dans la lumière d’Ars... Tolra et Simonet, Paris 1912.
- Quand l’esprit souffle, récits de conversion, Huysmans, Verlaine, Claudel... Messein, Paris 1914, 1950.
- Lettres à un indifférent. Bloud et Gay, Paris 1921.
- Louise Ripas. Bloud et Gay, Paris 1922. (Vorwort von Maurice Landrieux)
- Le soleil intérieur. Bloud et Gay, Paris 1922. Messein, Paris 1930.
- Léon Bloy. Essai de critique équitable. Bloud et Gay, Paris 1923.
- La basse-cour d’Apollon. Moeurs littéraires. Bloud et Gay, Paris 1924.
- Les Rubis du calice. Messein, Paris 1924.
- La conversion... A. Messein, Paris 1926.
- Jusqu’à la fin du monde. A. Messein, Paris 1926.
- Le Voyageur étonné. A. Messein, Paris 1928.
- Oraisons du silence. A. Messein, Paris 1930.
- Sainte Marguerite-Marie. Messein, Paris 1936.